# Saison 2 de Prison Break
Chronologie
Saison 1 Saison 3
Cet article présente les épisodes de la deuxième saison du feuilleton télévisé Prison Break.

## Personnages

### Principaux
- Dominic Purcell (VF : Éric Aubrahn) : Lincoln Burrows
- Wentworth Miller (VF : Axel Kiener) : Michael Scofield
- Amaury Nolasco (VF : Laurent Morteau) : Fernando Sucre
- Wade Williams (VF : Marc Alfos) : Brad Bellick
- Paul Adelstein (VF : Boris Rehlinger)  : Paul Kellerman
- Robert Knepper (VF : Christian Visine) : Theodore Bagwell
- Rockmond Dunbar (VF : Gilles Morvan) : Benjamin Miles Franklin
- Sarah Wayne Callies (VF : Gaëlle Savary) : Sara Tancredi
- William Fichtner (VF : Guy Chapellier) : Alexander Mahone

### Récurrents et invités
- Reggie Lee (VF : Bertrand Liebert) : William Kim, Agent Secret
- Marshall Allman (VF : Yoann Sover) : L.J. Burrows
- Silas Weir Mitchell (VF : Constantin Pappas) : Charles Patoshik
- Lane Garrison (VF : Emmanuel Garijo) : David Apolskis
- Peter Stormare (VF : Patrick Poivey) : John Abruzzi (épisodes 1, 2 et 4)
- Robin Tunney (VF : Cathy Diraison) : Veronica Donovan (épisode 1)
- Patricia Wettig (VF : Véronique Augereau) : Caroline Reynolds, présidente des États-Unis
- Camille Guaty (VF : Caroline Lallau) : Maricruz Delgado
- Jason Davis (VF : Pierre Tessier) : Agent Wheeler, Agent FBI
- Barbara Eve Harris (VF : Laure Sabardin) : Felicia Lang, Agent FBI
- Holly Valance (VF : Laëtitia Godès) : Nika Volek
- Anthony Denison (VF : Richard Darbois) : Aldo Burrows
- Jeff Perry (VF : Denis Boileau) : Terrence Steadman
- John Heard (VF : Jean-Claude Robbe) : Gouverneur Frank Tancredi
- Stacy Keach (VF : Bernard Tiphaine) : Henry Pope
- Joseph Nunez (VF : Jean Tom) : Manche Sanchez
- Matt DeCaro (VF : Achille Orsoni)  : Ex-gardien Roy Geary
- Leon Russom (VF : Gérard Dessalles)  : Général Jonathan Krantz
- Kurt Caceres (VF : Franck Soumah) : Hector Avila
- K. K. Dodds (VF : Marie Gamory) : Susan Hollander
- Quinn Wermeling : Zack Hollander
- Danielle Campbell : Gracey Hollander
- Cynthia Kaye McWilliams (VF : Anne Mathot) : Kacee Franklin
- Helena Klevorn (VF : Alice Orsat) : Dede Franklin
- Andra Fuller : Trey Morgan
- Steven Chester Prince : Agent Blondie, Membre du Cartel
- Wilbur Fitzgerald (VF : Jean-Bernard Guillard)  : Bruce Bennett
- Kim Coates (VF : Gabriel Le Doze) : Richard Sullins; Agent spécial du FBI
- Kristin Malko (VF : Chloé Berthier) : Debra Jean Belle
- Callie Thorne (VF : Brigitte Aubry) : Pam Mahone
- Carole Farabee : Patty Wallace
- Kaley Cuoco : Sasha Murray
- Daniel Ross : Matt
- Paul Mitchell Wright : Père de Sasha
- Ismael Carlo : Vieux Mexicain
- Channon Roe : Robber
- DuShon Monique Brown (VF : Marie-Frédérique Habert) : Infirmière Katie Welsh
- Phillip Edward Van Lear (VF : Pascal Massix) : Gardien Louis Patterson
- Christian Stolte (VF : Jean-François Roubaud) : Gardien Keith Stolte
- Daniel Allar : "Avocado" Balz-Johnson
- Anthony Fleming : Trumpets
- Lester "Rasta" Speight : Banks
- John S. Davies (VF : Jacques Feyel) : Elliot Pike

## Épisode 1:Chasse à l'homme
- États-Unis : 21 août 2006 sur FOX
- Suisse : 30 octobre 2007 sur TSR1
- France : 8 novembre 2006 sur M6
- Belgique : 7 novembre 2007 sur RTL-TVi

- États-Unis : 9,37 millions de téléspectateurs[1](première diffusion)
- France : 7,50 millions de téléspectateurs[2](première diffusion)

- Jason Davis (Agent Wheeler)
- Peter Stormare (John Abruzzi)
- Jeff Perry (Terrence Steadman)
- Ranjit Chowdhry (Dr Marvin Gudat)
- Katherine Willis (Foley)
- Silas Weir Mitchell (Charles 'Haywire' Patoshik)
- Stacy Keach (Warden Pope)
- Marc Macaulay (Mr Ives)

Huit heures après l'évasion, le groupe est réduit à Sucre, Scofield, Burrows, Abruzzi et C-Note. Sur le point d'être rattrapés, un train de marchandises leur permet d'échapper temporairement à leurs poursuivants. T-Bag, abandonné par les autres, n'est pas encore hors course et cherche à faire recoudre sa main au plus vite. Bellick doit partager la traque avec le FBI dont l'agent de tête Mahone découvre le secret du tatouage de Scofield. Celui-ci découvre que Scofield a parfaitement planifié l'évasion et tout ce qui suit après. En effet, selon le plan de Michael, l'évasion n'est qu'un début et a également mis au point son plan de fuite, en prévision de l'échec de l'avion d'Abruzzi quelques heures auparavant. Bien que l'ingénieur a enlevé tous les preuves de planifications chez lui, Mahone fait retrouver son disque dur dans le fleuve en bas de chez lui.

## Épisode 2:Otis
- États-Unis : 28 août 2006 sur FOX
- Suisse : 27 août 2007 sur TSR 1
- France : 13 septembre 2007 sur M6
- Belgique : 7 novembre 2007 sur RTL-TVi

- États-Unis : 9,44 millions de téléspectateurs[3](première diffusion)

- Peter Stormare (John Abruzzi)
- Lane Garrison (David 'Tweener' Apolskis)
- Marshall Allman (Lincoln 'L.J.' Burrows Jr)
- Matt DeCaro (Roy Geary)
- Brandon Mychal Smith (Ed Pavelka)
- Marc Macaulay (Mr Ives)
- Ranjit Chowdhry (Dr Marvin Gudat)
- Stacy Keach (Warden Pope)
- Kristin Malko (Debra Jean Belle)

Après un dernier déjeuner, Abruzzi, Sucre et C-Note s'en vont de leurs côtés alors que Michael et Lincoln prévoient un nouveau plan d'évasion. Mais ce plan ne les concerne pas directement, car cette fois, ils devront secourir L.J. du palais de justice avant qu'il ne soit transféré dans une prison en Arizona. Bellick et Pope, mis sur la touche de la traque, doivent se confronter à la commission d'enquête chargée de déterminer les raisons de l'évasion de la prison de Fox River et tous deux quittent leurs fonctions. Quant à Apolskis, il fait la rencontre d'une étudiante avec qui il va faire un peu de route jusqu'en Utah. Enfin, T-Bag fait tout ce qu'il peut pour retrouver l'usage de sa main. 

## Épisode 3:L'erreur est humaine
- États-Unis : 4 septembre 2006 sur FOX
- France : 20 septembre 2007 sur M6
- Belgique : 14 novembre 2007 (RTL-TVI)

- États-Unis : 9,29 millions de téléspectateurs[4](première diffusion)

- Jason Davis (Agent Wheeler)
- Holly Valance (Nika Volek)
- John Heard (Frank Tancredi)
- Matt DeCaro (Roy Geary)
- Joseph Nunez (Manche Sanchez)
- Barbara Eve Harris (Lang)

Michael et Lincoln ont des problèmes alors que l'agent Mahone est à leur poursuite. Les hôpitaux étant surveillés, Michael se rend chez sa femme Nika pour soigner Lincoln. Mais Michael découvre que sa voiture a été envoyée à la fourrière et son sac à dos nécessaire à sa fuite est volé. Michael parvient tant bien que mal à récupérer la voiture avant que Mahone n'arrive.

## Épisode 4:Association de malfaiteurs
- États-Unis : 11 septembre 2006 sur FOX
- France : 20 septembre 2007 sur M6
- Belgique : 14 novembre 2007 (RTL-TVI)

- États-Unis : 8,96 millions de téléspectateurs[5](première diffusion)

- Peter Stormare (John Abruzzi)
- Lane Garrison (David "Tweener" Apolskis)
- Holly Valance (Nika Volek)
- Matt DeCaro (Roy Geary)
- Danielle Di Vecchio (Sylvia Abruzzi)
- Barbara Eve Harris (Lang)
- JB Blanc (Jerry Curtin)
- Jason Davis (Agent Wheeler)
- Kristin Malko (Debra Jean Belle)
- Demi Lovato (Danielle Curtin)

Bellick et Geary capturent Michael, Lincoln et Nika (la femme de Michael qui les a récupérés en voiture) dans l'espoir de trouver les cinq millions de dollars de Westmoreland. Mais les deux anciens gardiens voient la situation tourner en leur défaveur à cause de Nika. Michael apprend à ce moment-là l'overdose de Sara par Bellick. Les deux frères se séparent définitivement de Nika et prennent la route de l'Utah.
Une famille apprend les dangers de l'auto-stop lorsqu'elle décide de prendre T-Bag. Kellerman tente de s'approcher de Sara en cure de désintoxication.

## Épisode 5:Plan 1213
- États-Unis : 18 septembre 2006 sur FOX
- France : 27 septembre 2007 sur M6

- États-Unis : 9,55 millions de téléspectateurs[6](première diffusion)

- Jason Davis (Agent Wheeler)
- Lane Garrison (David "Tweener" Apolskis)
- John Heard (Frank Tancredi)
- Kurt Caceres (Hector)
- Reggie Lee (Bill Kim)
- Barbara Eve Harris (Lang)
- Kristin Malko (Debra Jean Belle)

Un premier fugitif, Abruzzi, est mort. Mahone s'intéresse soudainement à l'histoire de D. B. Cooper, après avoir deviné les itinéraires des autres fugitifs à partir des derniers signalements. Michael et Lincoln sont prêts à tout pour retrouver l'argent de Charles Westmoreland dans un silo en Utah. Mais ils découvrent que les plans du cadastre ont été volés (et mangés) par T-Bag qui espère que sa mémoire ne lui fasse pas défaut. Ils y retrouvent également L'Acrobate qui cherche également le terrain. Mais pour récupérer le magot, ils doivent voler des outils à des commerçants peu coopératifs et les séquestrent.

## Épisode 6:L'étau se resserre
- États-Unis : 25 septembre 2006 sur FOX
- France : 27 septembre 2007 sur M6

- États-Unis : 8,41 millions de téléspectateurs[7](première diffusion)

- Jason Davis (Agent Wheeler)
- Lane Garrison (David 'Tweener' Apolskis)
- John Heard (Frank Tancredi)
- Silas Weir Mitchell (Charles 'Haywire' Patoshik)
- Reggie Lee (Bill Kim)
- Diana Scarwid (Jeanette Owens)
- Alexandra Lydon (Ann)

À Tooele, Utah, le ranch où est caché l'argent de Westmoreland a été rasé. Mais Scofield, Burrows, T-Bag et Tweener parviennent à localiser l'emplacement du silo, où a été construit une maison. Ils se font passer pour une équipe d'électriciens et commencent à creuser la cave pendant que T-Bag occupe la résidente, une belle blonde légèrement nymphomane. Toute la bande est rapidement rejointe par C-Note et Sucre qui se joignent au chantier. Mahone comprend pourquoi ils vont tous dans l'Utah et son enquête l'amène à déterminer à 100 km près où se trouve le magot à la suite du signalement des commerçants séquestrés dans l'épisode précédent. L'Acrobate est envoyé par le groupe faire le plein de la voiture, mais il se fait arrêter par Mahone.

## Épisode 7:Les Confessions
- États-Unis : 2 octobre 2006 sur FOX
- France : 4 octobre 2007 sur M6

- États-Unis : 8,99 millions de téléspectateurs[8](première diffusion)

- Jason Davis (Agent Wheeler)
- Lane Garrison (David 'Tweener' Apolskis)
- Marshall Allman (Lincoln 'L.J.' Burrows Jr)
- Silas Weir Mitchell (Charles 'Haywire' Patoshik)
- John Heard (Frank Tancredi)
- Reggie Lee (Bill Kim)
- Diana Scarwid (Jeanette Owens)
- Alexandra Lydon (Ann)
- Kristin Malko (Debra Jean Belle)

## Épisode 8:À la vie, à la mort
- États-Unis : 23 octobre 2006 sur FOX
- France : 4 octobre 2007 sur M6

- États-Unis : 8,53 millions de téléspectateurs[9](première diffusion)

- Jason Davis (Agent Wheeler)
- Marshall Allman (Lincoln 'L.J.' Burrows Jr)
- Matt DeCaro (Roy Geary)
- Kim Coates (Agent Richard Sullin)
- Reggie Lee (Bill Kim)
- Diana Scarwid (Jeanette Owens)
- Alexandra Lydon (Ann)

À la suite de l'exécution de Tweener (exécuté de sang-froid par Mahone alors qu'il était attaché) pendant son transfert, l'agent est rappelé à Chicago pour subir un interrogatoire concernant les morts suspectes de Tweener et Abruzzi. Pendant ce temps, Michael et Sucre vont mettre leur amitié à l'épreuve. Le second double tout le monde en s'emparant du sac contenant l'argent avant de retrouver le premier peu après. Mais ils découvrent qu'ils sont faits doubler par T-Bag qui s'enfuit avec l'argent. Plus tard dans la fuite, Sucre se fait piéger par un tronc dans une rivière et Michael le sauve de cette mauvaise situation alors qu'ils sont sur le point d'être capturés. Les deux hommes se séparent ensuite, Sucre part rejoindre Maricruz qui a refusé la main de Hector. 

## Épisode 9:Le Duel
- États-Unis : 30 octobre 2006 sur FOX
- France : 4 octobre 2007 sur M6

- États-Unis : 8,94 millions de téléspectateurs[10](première diffusion)

- Jason Davis (Agent Wheeler)
- Matt DeCaro (Roy Geary)
- Marshall Allman (Lincoln 'L.J.' Burrows Jr)
- Callie Thorne (Pamela Mahone)
- Barbara Eve Harris (Lang)

Scofield manque de se faire prendre au jardin botanique où il allait récupérer de la nitroglycérine qu'il avait caché. Il apprend que Mahone a récupéré son disque dur et s'en sert pour le retrouver. Scofield enquête sur Mahone, et va interroger sa femme, se faisant passer pour un agent d'une enquête interne du FBI. À la suite de cela, il menace Mahone au téléphone. Sara comprend où est le point de rendez-vous avec Scofield et part pour le Nouveau-Mexique et l'agent ne va pas tarder à le découvrir.

## Épisode 10:Rendez-vous
- États-Unis : 6 novembre 2006 sur FOX
- France : 11 octobre 2007 sur M6

- États-Unis : 8,63 millions de téléspectateurs[11](première diffusion)

- Matt DeCaro (Roy Geary)
- Marshall Allman (Lincoln 'L.J.' Burrows Jr)
- Anthony John Denison (Aldo Burrows)
- Kristin Lehman (Jane Phillips)
- Kurt Caceres (Hector)
- Reggie Lee (Bill Kim)
- Barbara Eve Harris (Lang)

Lincoln Burrows a été arrêté. Pourtant, il va recevoir de l'aide de son père, parent que ne connaît pas bien L.J.. Sucre prépare son escapade pour rejoindre Maricruz. Bellick et Geary récupèrent (avec difficulté) la clé de la consigne du magot qu'a volé T-Bag non sans avoir attachée sa main abimée au radiateur et le dénoncer à la police. Mais Bellick se fait doubler à son tour par son ancien collègue !

## Épisode 11:bolshoi booze
- États-Unis : 13 novembre 2006 sur FOX
- France : 11 octobre 2007 sur M6

- États-Unis : 9,21 millions de téléspectateurs[12](première diffusion)

- Jason Davis (Agent Wheeler)
- Matt DeCaro (Roy Geary)
- Marshall Allman (Lincoln 'L.J.' Burrows Jr)
- Callie Thorne (Pamela Mahone)
- Anthony John Denison (Aldo Burrows)
- Kristin Lehman (Jane Phillips)
- José Zuniga (Coyote)
- Reggie Lee (Bill Kim)
- Romy Rosemont (Kathryn Slattery)

Lincoln apprend de son père qu'il existe un moyen de prouver son innocence et Sara est la clé menant à cette preuve (bien qu'elle n'en soit pas au courant). Mais après qu'un des gardes du corps qui travaille pour le Cartel a voulu s'en prendre aux Burrows, L.J. est emmené en sécurité, tandis que Lincoln et Aldo partent rejoindre Michael à "bolshoi boose". Pendant ce temps, T-Bag réussit à s'échapper (mais perd définitivement sa main) et retrouve Geary et l'argent, Kellerman torture Sara ligotée et bâillonnée .

## Épisode 12:Si près du but
- États-Unis : 20 novembre 2006 sur FOX
- France : 11 octobre 2007 sur M6

- États-Unis : 9,62 millions de téléspectateurs[13](première diffusion)

- Anthony John Denison (Aldo Burrows)
- Reggie Lee (Bill Kim)
- Romy Rosemont (Kathryn Slattery)
- José Zuniga (Coyote)

Un concours de circonstances permet à Sara de prendre la fuite non sans brûler Kellerman. Ce dernier se retrouve mis au placard par Kim. Alors qu'un cas d'extrême urgence oblige C-Note à faire un faux pas fatal, Bellick se retrouvent en mauvaise posture et se retrouvera accusé du meurtre de Geary, ce dernier étant tué par T-Bag dans l'épisode précédent. 

## Épisode 13:Le Piège parfait
- États-Unis : 27 novembre 2006 sur FOX
- France : 18 octobre 2007 sur M6

- États-Unis : 9,62 millions de téléspectateurs[14](première diffusion)

- Jason Davis (Agent Wheeler)
- K.K. Dodds (Susan Hollander)
- Reggie Lee (Bill Kim)
- Sylva Kelegian (Denise)
- Tim de Zarn (Acteur)
- Leon Russom (Acteur)

## Épisode 14:Un simple inconnu
- États-Unis : 22 janvier 2007 sur FOX
- France : 18 octobre 2007 sur M6

- États-Unis : 9,86 millions de téléspectateurs[15](première diffusion)

- Jason Davis (Agent Wheeler)
- Jeff Perry (Terrence Steadman)
- Callie Thorne (Pamela Mahone)
- K.K. Dodds (Susan Hollander)
- Reggie Lee (Bill Kim)
- Mighty Rasta (Banks)

## Épisode 15:Entre les lignes
- États-Unis : 29 janvier 2007 sur FOX
- France : 25 octobre 2007 sur M6

- États-Unis : 9,90 millions de téléspectateurs[16](première diffusion)

- Jason Davis (Agent Wheeler)
- Silas Weir Mitchell (Charles 'Haywire' Patoshik)
- Reggie Lee (Bill Kim)
- K.K. Dodds (Susan Hollander)
- Ismael Carlo (Walt)
- Kaley Cuoco (Sasha)
- Leo Marks (Acteur)
- Barbara Eve Harris (Lang)
- Leon Russom (Acteur)
- Daniel Ross (Matt)

## Épisode 16:La Fin du voyage
- États-Unis : 5 février 2007 sur FOX
- France : 25 octobre 2007 sur M6

- États-Unis : 10,12 millions de téléspectateurs[17](première diffusion)

- Jason Davis (Agent Wheeler)
- Silas Weir Mitchell (Charles 'Haywire' Patoshik)
- Reggie Lee (Bill Kim)
- K.K. Dodds (Susan Hollander)
- Kaley Cuoco (Sasha)
- Channon Roe (le voleur)

Après avoir commis un meurtre, Haywire devient la cible prioritaire de Mahone (en accord avec le Cartel) qui s'offre les services de Bellick en échange de sa libération. Ce dernier ne tarde pas à retrouver le fugitif et Mahone incitera ce dernier à mettre "fin au voyage". 

## Épisode 17:Le Péché originel
- États-Unis : 19 février 2007 sur FOX
- France : 1er novembre 2007 sur M6

- États-Unis : 9,55 millions de téléspectateurs[18](première diffusion)

- Stacy Keach (Warden Pope)
- Camille Guaty (Maricruz Delgado)
- Reggie Lee (Bill Kim)
- K.K. Dodds (Susan Hollander)
- Barbara Eve Harris (Lang)
- Joel Stoffer (Mr Bagwell)

## Épisode 18:Dernière Chance
- États-Unis : 26 février 2007 sur FOX
- France : 1er novembre 2007 sur M6

- États-Unis : 9,42 millions de téléspectateurs[19](première diffusion)

- Camille Guaty (Maricruz Delgado)
- Reggie Lee (Bill Kim)
- Marshall Allman (Lincoln 'L.J.' Burrows Jr)
- Joseph Nunez (Manche Sanchez)
- Kevin Dunn (Cooper Green)
- Barbara Eve Harris (Lang)
- Conor O'Farrell (Graham Spaulding)
- Tina Holmes (Kristine Pace)
- Taylor Nichols (Dr. Erik Stammel)

## Épisode 19:Le Chantage
- États-Unis : 5 mars 2007 sur FOX
- France : 8 novembre 2007 sur M6

- États-Unis : 9,72 millions de téléspectateurs[20](première diffusion)

- Patricia Wettig (Caroline Reynolds)
- Jeff Perry (Terrence Steadman)
- Karl Makinen (Derek Sweeney)
- Camille Guaty (Maricruz Delgado)
- Reggie Lee (Bill Kim)
- Kevin Dunn (Cooper Green)
- Barbara Eve Harris (Lang)
- Jason Davis (Agent Wheeler)

## Épisode 20:Panama
- États-Unis : 19 mars 2007 sur FOX
- France : 8 novembre 2007 sur M6

- États-Unis : 8,40 millions de téléspectateurs[21](première diffusion)

- Reggie Lee (Bill Kim)
- Kim Coates (Richard Sullins)
- Alex Meneses (Actrice)
- Leon Russom (Acteur)
- Barbara Eve Harris (Lang)

## Épisode 21:L'Appât du gain
- États-Unis : 26 mars 2007 sur FOX
- France : 15 novembre 2007 sur M6

- États-Unis : 8,24 millions de téléspectateurs[22](première diffusion)

- Callie Thorne (Pamela Mahone)
- Mark Harelik (Acteur)
- Tina Holmes (Kristine Pace)

## Épisode 22:Sona
- États-Unis : 2 avril 2007 sur FOX
- France : 22 novembre 2007 sur M6

- États-Unis : 8,12 millions de téléspectateurs[23](première diffusion)

- Leon Russom (Acteur)
- Wilbur Fitzgerald (Bruce Bennett)
- Reggie Lee (Bill Kim)
- Callie Thorne (Pamela Mahone)
- Jonathan Hernandez (Chaco)
- Mark Harelik (Marty Gregg)
- Jon Huertas (le trafiquant)